# Андрєєва-Галаніна Євгенія Цезарівна
Євгенія Цезарівна Андрєєва-Галаніна (нар. 12 липня 1888 — пом. 1975) — радянський гігієніст, один з провідних діячів гігієни праці та професор патології, професор з 1946 року, доктор медичних наук з 1941 року.

## Біографія
Народилася 12 липня 1888 року. В 1920 році закінчила Вільну вищу школу П. Ф. Лесгафта і Біологічні курси імені П. Ф. Лесгафта, а 1925 року — медичний факультет Ленінградського університету. З 1925 по 1932 рік — асистент кафедри загальної гігієни Ленінградського медичного інституту. З 1932 по 1937 рік — науковий співробітник Ленінградського інституту гігієни праці та профзахворювань, в якому потім керувала створеною нею в 1937 році першою в СРСР лабораторією з вивчення вібрації. З 1952 по 1972 рік — завідувач кафедри гігієни праці з клінікою професійних хвороб Ленінградського санітарно-гігієнічного медичного інституту.
Нагороджена орденом Леніна, медалями.
Померла у 1975 році. Похована на Богословському кладовищі в Санкт-Петербурзі (ділянка Л).

## Наукова діяльність
Автор понад 130 наукових праць, в тому числі 6 монографій. Значний внесок внесла вона в розробку проблем вібраційної патології. З її ім'ям пов'язано створення основ гігієнічного навчання про вібрації. Нею розроблені методи і прилади для вимірювання вібрації, визначення вібраційної чутливості організму для ранньої діагностики порушень, що викликаються дією виробничих вібрацій. Вона перша дала повний опис клінічної картини вібраційних уражень, ввела поняття «вібраційна хвороба», яке увійшло в медичну практику і теорію професійної патології. Нею вперше розроблені фізіологічно обґрунтовані гігієнічні норми гранично допустимих величин вібрації ручних механізованих інструментів і комплекс заходів з профілактики шкідливої дії виробничих вібрацій.
Фундаментальні та роботи вченої в області профілактики шкідливої дії на організм виробничого шуму. Вивчено функціональні порушення нервової і серцево-судинної системи і динаміка порушення слухової чутливості при впливі шуму на працюючих. На основі виробничо-гігієнічних, експериментальних і клінічних досліджень нею вперше дано повний опис клініки загального захворювання організму, що розвивається під впливом шуму (так звана шумова хвороба), найбільш ранніми проявами якого є порушення судинного тонусу і центральної нервової системи. Відомі також її роботи з методів ранньої діагностики профзахворювань, що викликаються променистою енергією і інтоксикацією сірководнем, оксидами азоту, хлором, свинцем і інші.
Серед праць:
- Вибрации, их гигиеническое значение и меры борьбы с ними, Л., 1940;
- Вибрация и ее значение в гигиене труда, Л., 1956;
- Вибрационная болезнь, Л., 1961 (у співавторстві з М. С. Толгською, А. А. Чумаковим; В. Г. Терентьєвим);
- Экспертиза трудоспособности при вибрационной болезни, Л., 1963 (у співавторстві з В. Г. Артамоновою);
- Гигиена труда при работе ручным механизированным инструментом, Л., 1967 (ред.);
- Шум и шумовая болезнь, Л., 1972 (у співавторстві з С. В. Алексєєвим, А. В. Кадискіним, Г. А. Суворовим).

Під її керівництвом виконано 70 дисертаційних робіт, в тому числі 10 докторських.